# Saint-Pierre-des-Jonquières
Saint-Pierre-des-Jonquières é uma comuna francesa na região administrativa da Normandia, no departamento de Sena Marítimo. Estende-se por uma área de 8,12 km². Em 2010 a comuna tinha 73 habitantes (densidade: 9 hab./km²).